# Ferrari 812 Superfast
Ferrari 812 Superfast — grand tourer с переднемоторной, заднеприводной компоновкой производства итальянской фирмы Ferrari, дебютировавший в 2017 году на Женевском автосалоне. Является преемником Ferrari F12berlinetta. 

## Технические характеристики

### Двигатель

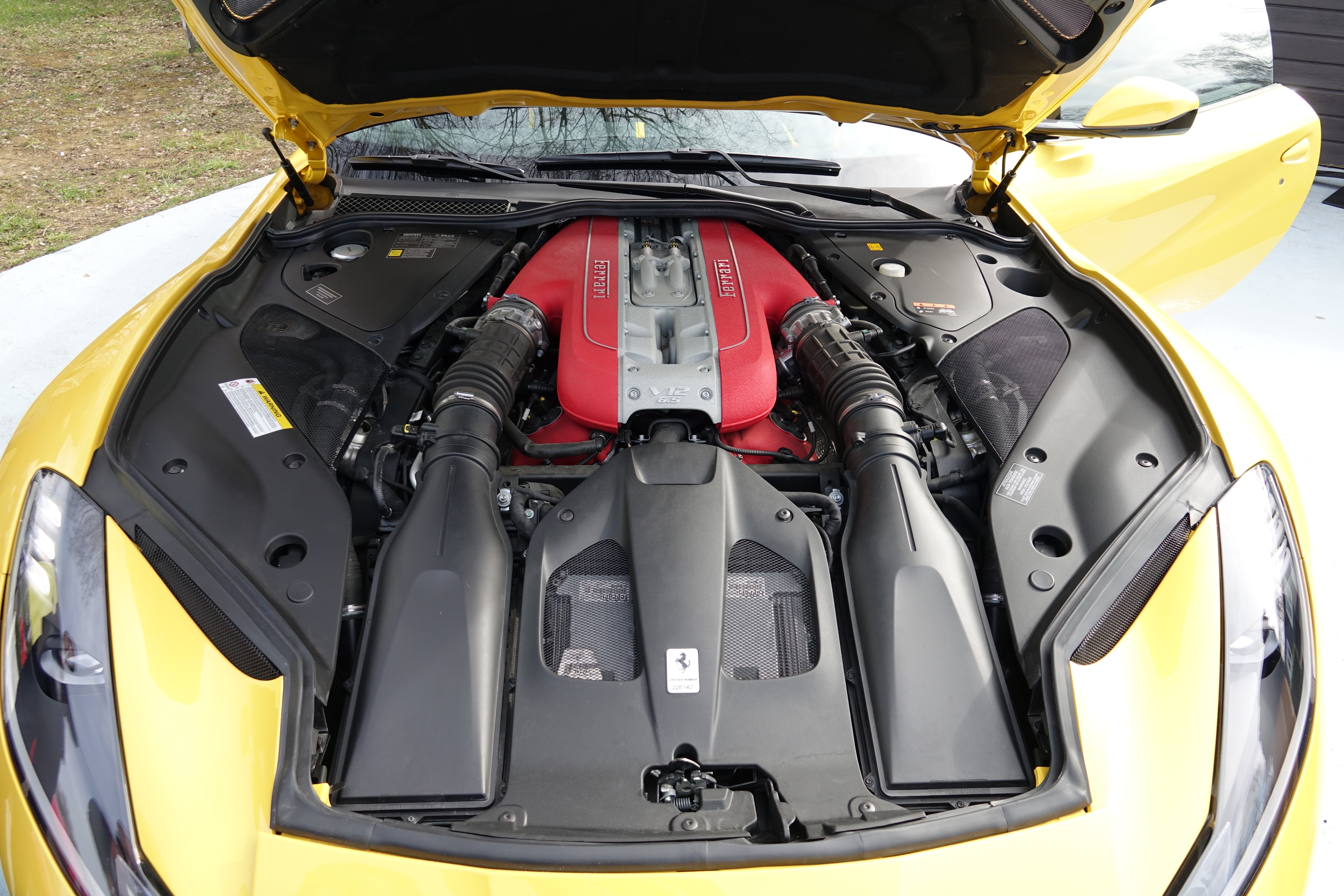
6,5-литровый двигатель F140 GA V12

812 Superfast оснащён 6,5-литровым (6496 см3) двигателем F140 GA V12, который конструктивно является вариантом 6,3-литрового двигателя Ferrari F12berlinetta с объёмом, увеличенным на 0,2 л. Двигатель развивает мощность 588 кВт (789 л. с.) при 8500 об/мин и крутящий момент 718 Н⋅м при 7000 об/мин. На момент 2018 года стало известно, что двигатель 812 Superfast являлся самым мощным атмосферным серийным двигателем. Автомобили, выпущенные в 2019 году и ранее, не имели противосажевого фильтра, тогда как автомобили, выпускавшиеся с 2020 года, начали оснащаться устройством для защиты от выбросов.

### Трансмиссия
812 Superfast оснащён семиступенчатой трансмиссией с двумя сцеплениями на базе той, что применялась в 458.

### Колёса
812 Superfast имеет 20-дюймовые колёсные диски. На передних колёсах шины Pirelli P Zero 275/35 ZR 20, а на задних — 315/35 ZR 20. На колёсах установлены карбон-керамические дисковые тормоза Brembo Extreme Design, которые, по утверждению Ferrari, улучшили эффективность торможения на 5,8% со 100 км/ч до 0 км/ч по сравнению с F12berlinetta. Тормоза были переняты у LaFerrari с диаметром 398 мм спереди и 360 мм сзади.

### Аэродинамика
Автомобиль сочетает в себе активную и пассивную аэродинамику, что позволяет улучшить показатели коэффициента лобового сопротивления по сравнению с F12berlinetta. Передняя часть автомобиля спроектирована для увеличения прижимной силы и включает в себя воздухозаборники для охлаждения передних тормозов, а также воздуховоды для увеличения потока воздуха под днищем кузова. На капоте автомобиля также имеются вентиляционные отверстия для отвода воздуха в боковые части автомобиля, что обеспечивает дополнительную прижимную силу и аэродинамическую эффективность. Задний диффузор 812 Superfast оснащён активными заслонками, которые могут открываться на высоких скоростях для уменьшения лобового сопротивления.

### Производительность
812 Superfast развивает максимальную скорость 340 км/ч, причём до 100 км/ч автомобиль разгоняется за 2,9 секунды. Соотношение мощности и веса автомобиля составляет 2,18 кг (4,81 фунта) на лошадиную силу (л. с.). 812 Superfast — первая модель Ferrari, оснащённая EPS (электронным усилителем рулевого управления). Он также оснащён системой рулевого управления задними колёсами (Virtual Short Wheelbase 2.0), позаимствованной у лимитированной серии F12TDF. Распределение массы автомобиля составляет 47% спереди и 53% сзади. Время прохождения круга на гоночной трассе Фиорано составило 1:21.50, что на 0,50 секунды меньше, чем у более ориентированного на трассу F12TDF.

## Дизайн
Дизайн 812 Superfast разработан на базе F12berlinetta с некоторыми новыми элементами дизайна, такими как полностью светодиодные фары, вентиляционные отверстия на капоте, четырёхугольные задние фонари и задний диффузор в цвет кузова. Дизайн автомобиля с высокой задней частью в виде двух ярусов призван напоминать дизайн модели 365 GTB/4 Daytona, разработанной Pininfarina, хотя дизайн автомобиля был разработан в центре дизайна Ferrari.
Интерьер был перенят у F12berlinetta и LaFerrari. Изменения также коснулись формы кузова, расположения вентиляционных отверстий и контуров приборной панели.
Как часть дизайна флагманской модели Ferrari, в центральном блоке управления 812 Superfast по-прежнему отсутствует центральный информационно-развлекательный дисплей. Сохранён только небольшой температурный дисплей для системы климат-контроля. Изменения коснулись всех дисплеев с информацией о состоянии автомобиля: они разделены между многофункциональными устройствами водителя. Панель приборов и сенсорный экран со стороны пассажира расположены над бардачком.

Как и в случае с некоторыми предыдущими моделями, 812 Superfast можно заказать со специально разработанным комплектом многоместного багажа с маркировкой модели, который помещается в багажник автомобиля.

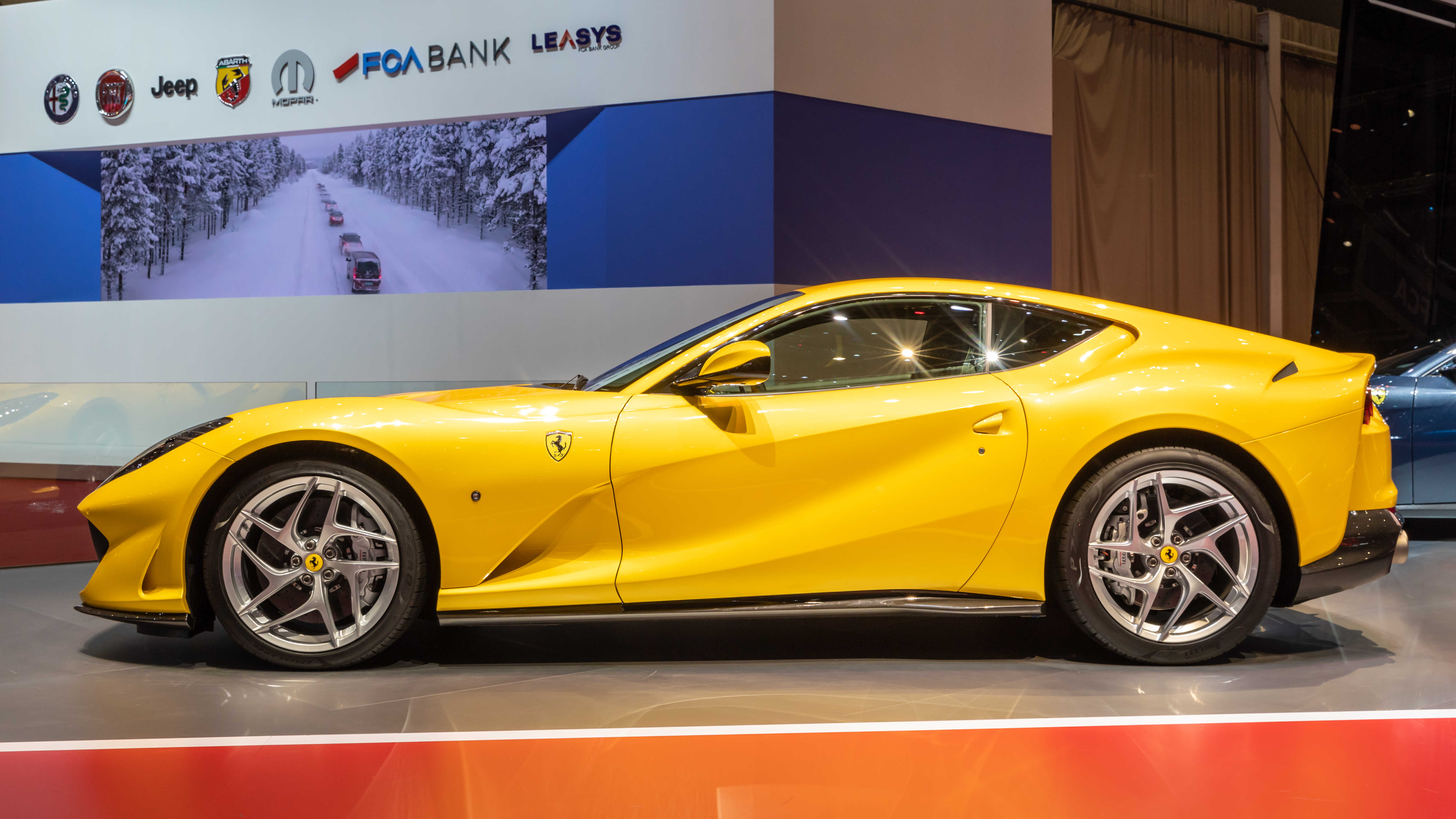
Вид сбоку
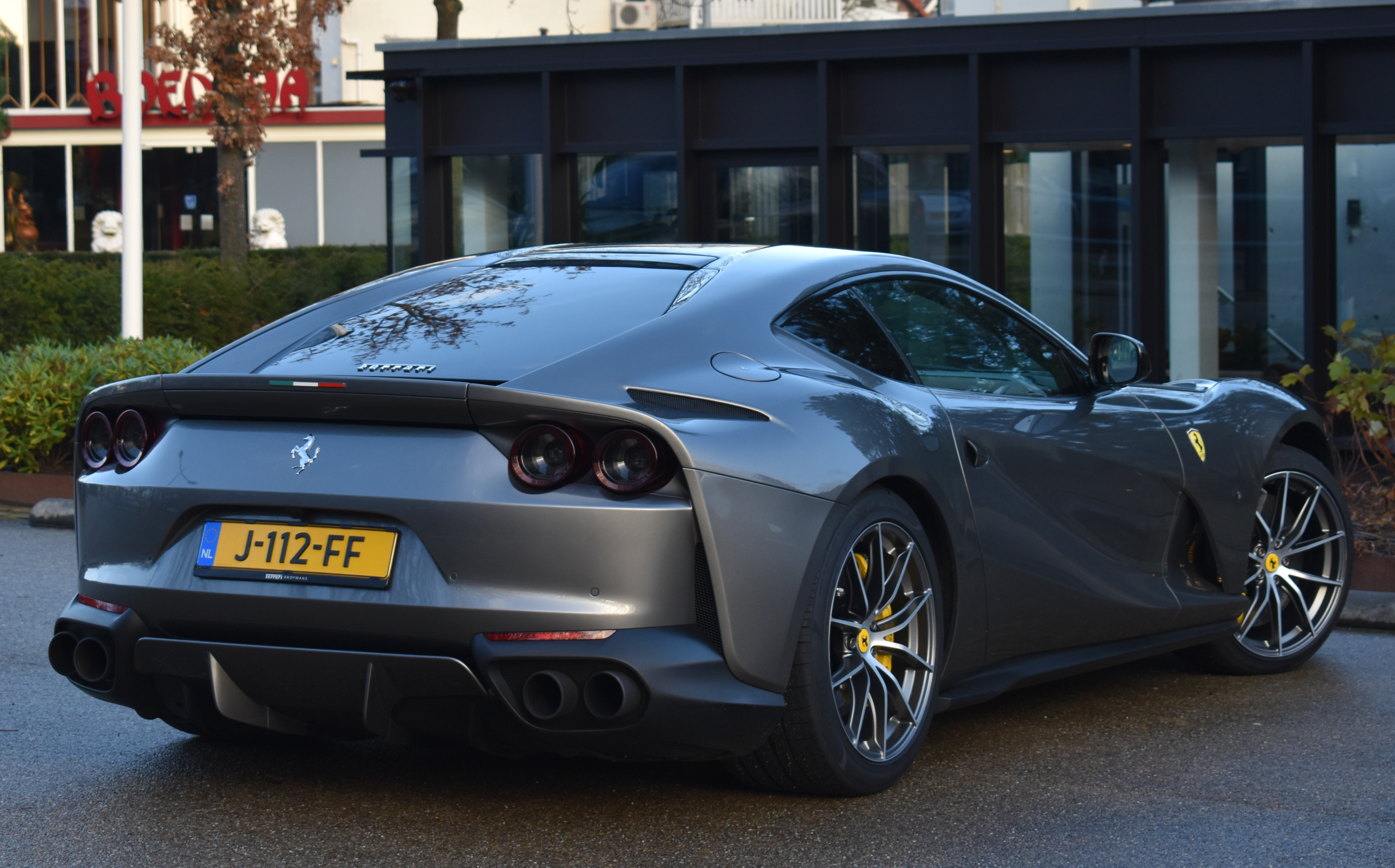
Вид сзади
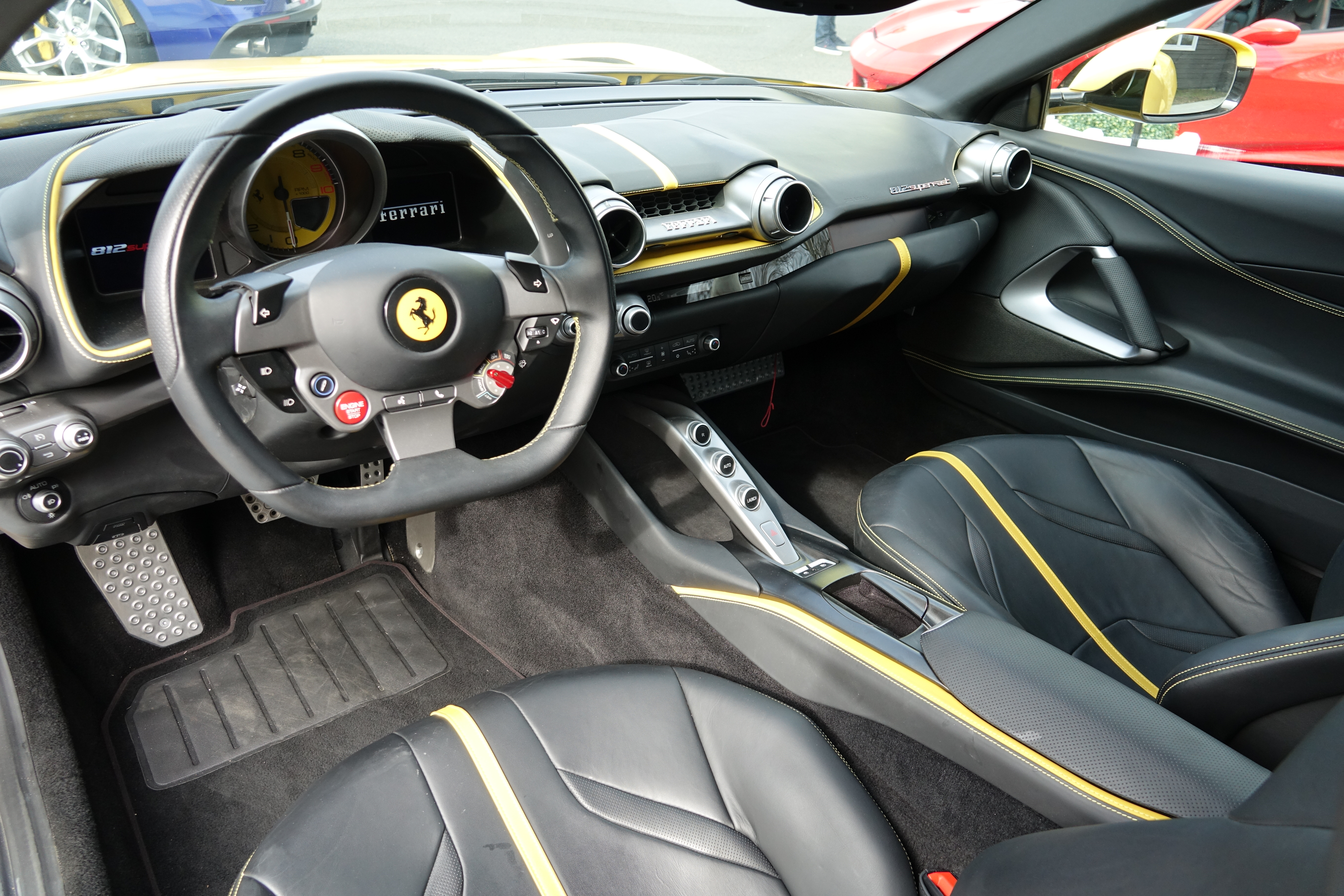
Интерьер

## Варианты

### 812 GTS
812 GTS был запущен в производство в сентябре 2019 года в виде кабриолета. Это первая серийная модель кабриолета с передним расположением двигателя V12, предлагаемая Ferrari.
Большие задние опоры, расположенные сзади, удерживают складывающуюся жёсткую крышу, когда она не используется. Жёсткая крыша с электронным управлением приводится в действие за 14 секунд и работает на скорости до 45 км/ч (28 миль/ч).

GTS весит на 75 кг (165 фунтов) больше, чем Superfast, благодаря усиливающим элементам шасси, но сохраняет те же характеристики. Механические компоненты, включая двигатель, остаются такими же, как и у Superfast, за исключением коробки передач, которая имеет более короткие передаточные числа для улучшения реакции автомобиля на нажатие газа. Система впрыска топлива под высоким давлением двигателя уменьшает количество частиц, которые выбрасываются в атмосферу до того, как каталитический нейтрализатор прогреется. Также установлен новый сажевый фильтр и система «старт-стоп» для повышения топливной экономичности. К другим особенностям, присущим Superfast, относятся шкала Manettino, регулировка угла бокового скольжения и регулировка веса рулевого колеса. Автомобиль был усовершенствован с аэродинамической точки зрения, чтобы исключить любую турбулентность, возникающую из-за отсутствия фиксированной крыши.

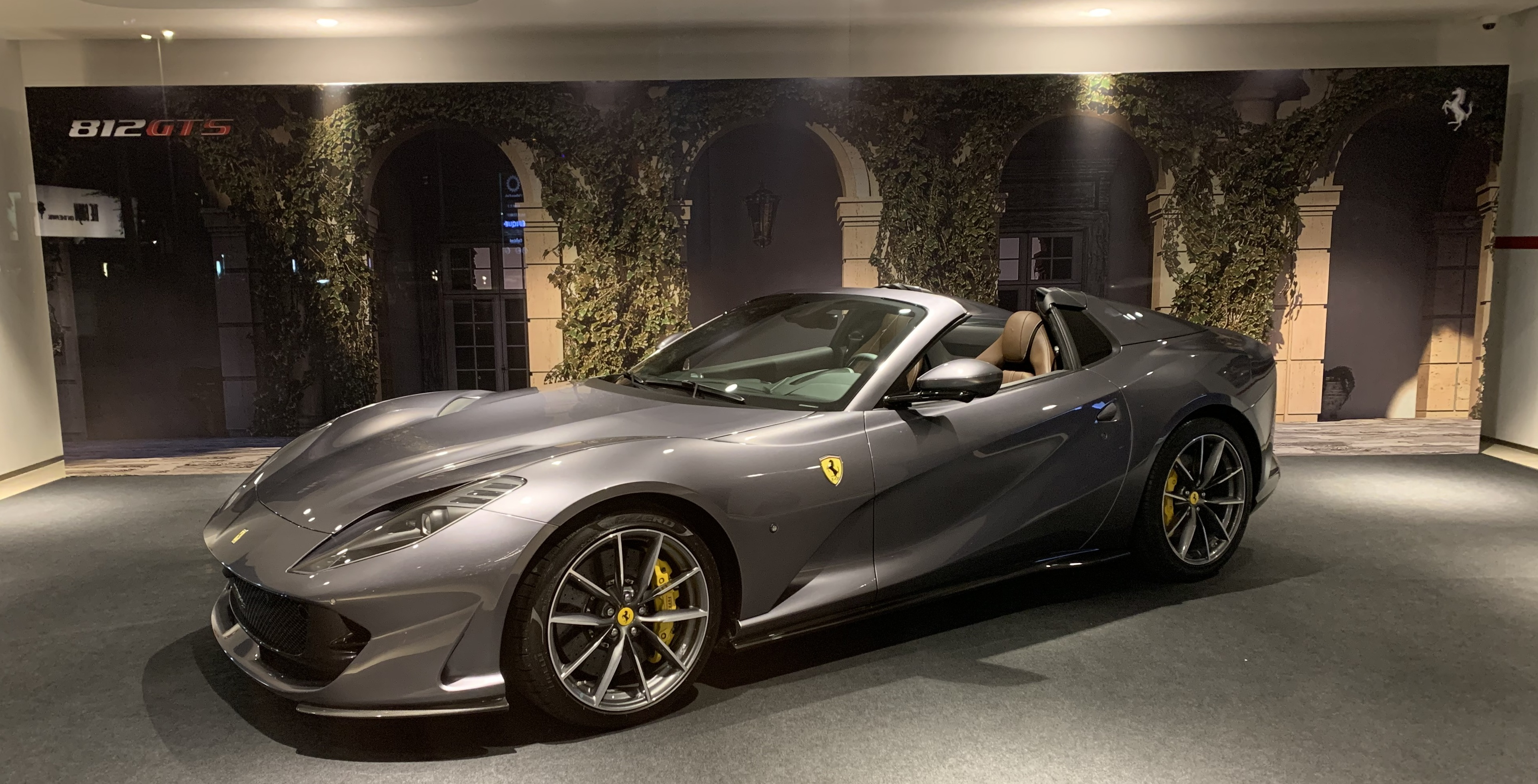
812 GTS

### 812 Competizione & Competizione A
5 мая 2021 года компания Ferrari представила версии для гоночных треков: Competizione и Competizione A например, Aperta — прозвище Ferrari для лимитированных моделей с открытым верхом, что в переводе с итальянского означает «открытый»). Обе версии оснащены более мощным 6,5-литровым двигателем V12, значительно улучшенной аэродинамикой и независимой системой рулевого управления на четыре колеса. Мощность составляет 610 кВт (819 л. с.) при 9250 об/мин, а крутящий момент — 692 Н⋅м при 7000 об/мин. Красная зона начинается с 9500 об/мин. 812 Competizione и Competizione A являются последними версиями облегчённой лимитированной версии переднемоторной платформы Ferrari V12 Berlinetta со средним расположением двигателя. Они являются прямыми преемниками моделей F12 TDF и 599 GTO. В общей сложности было выпущено всего 999 экземпляров Competizione и 599 экземпляров Competizione A, и оба уже распроданы. Как и в случае с другими строго лимитированными моделями Ferrari, эти автомобили предоставляются только тем клиентам, которые соответствуют определённым критериям.

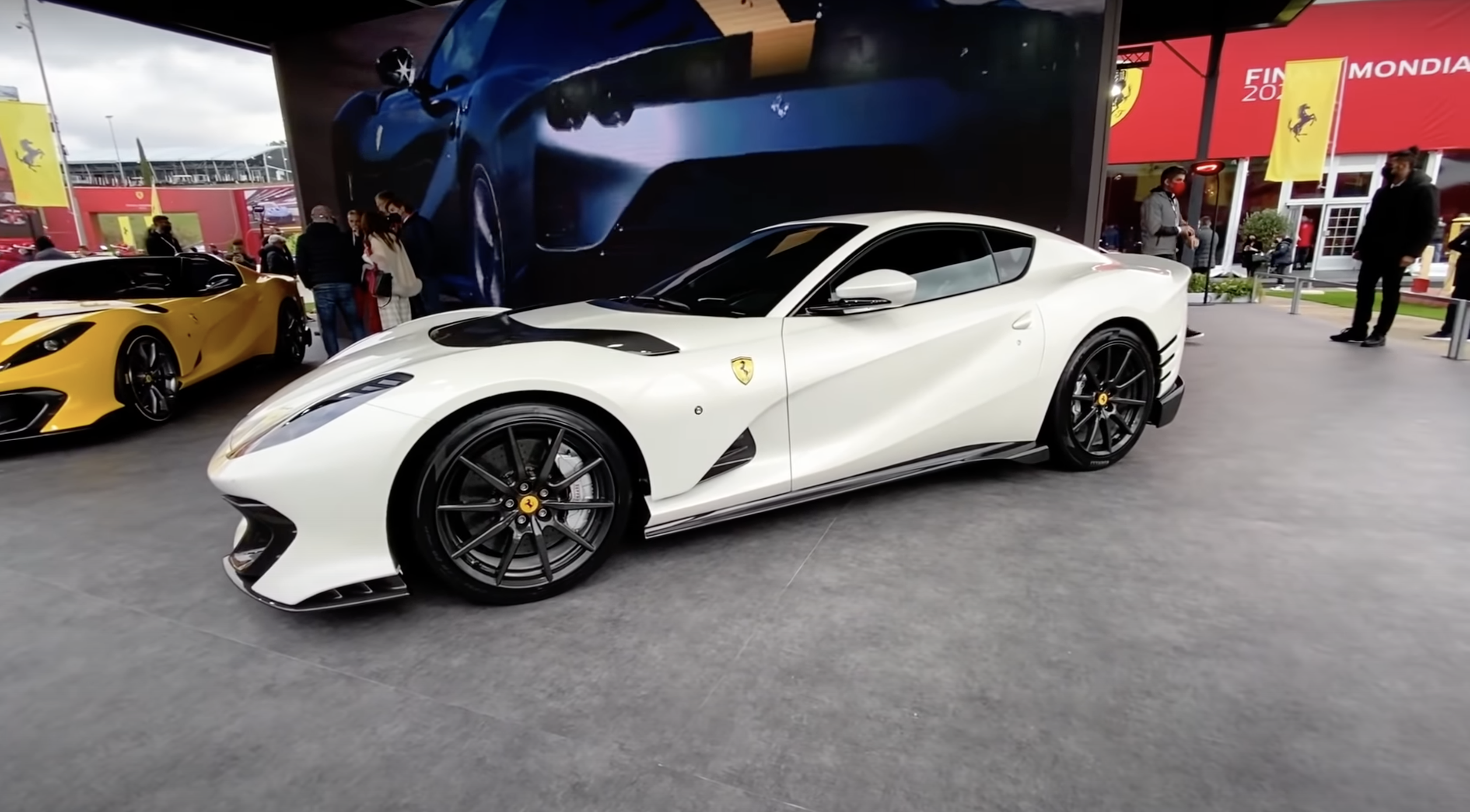
Competizione
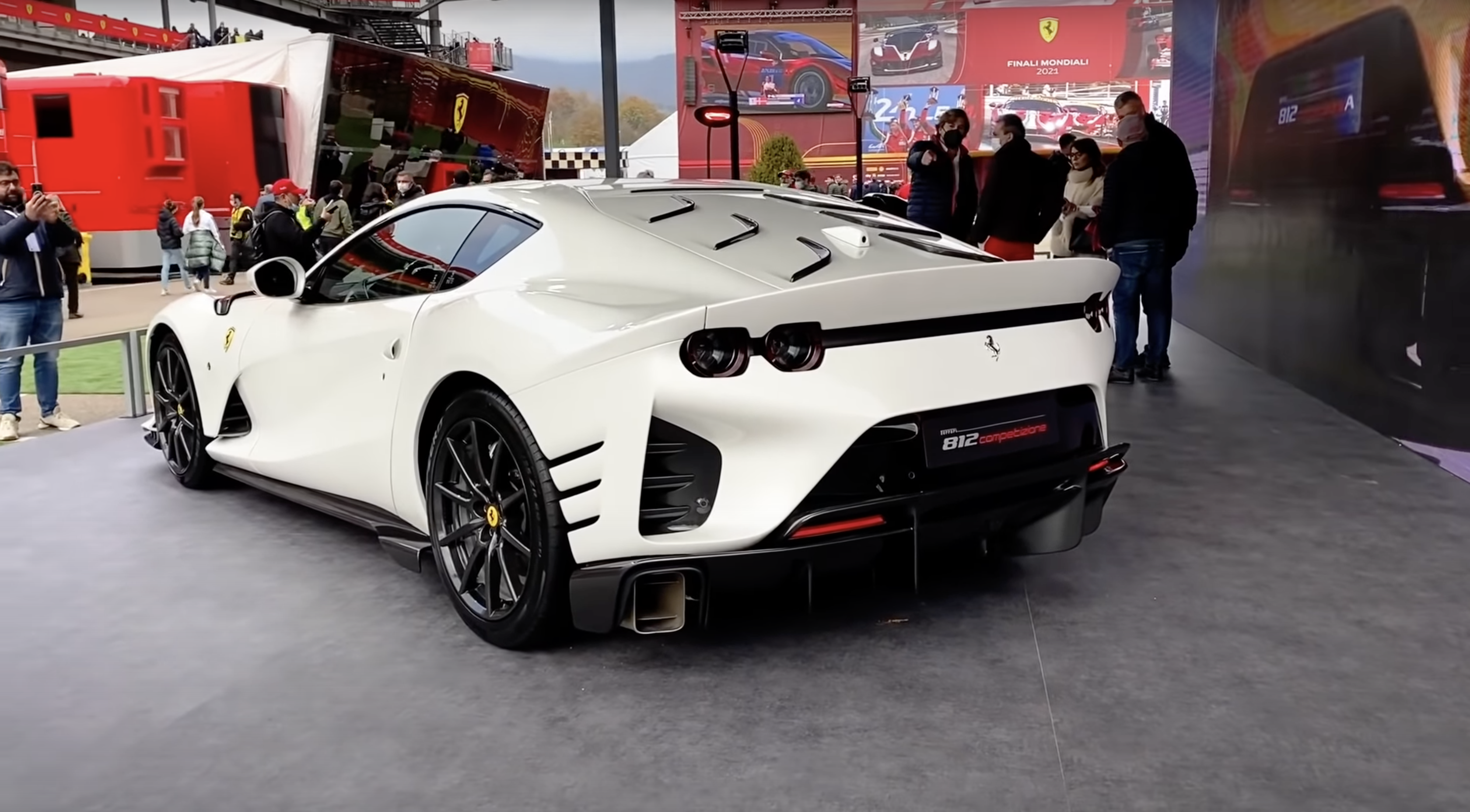
Вид сзади
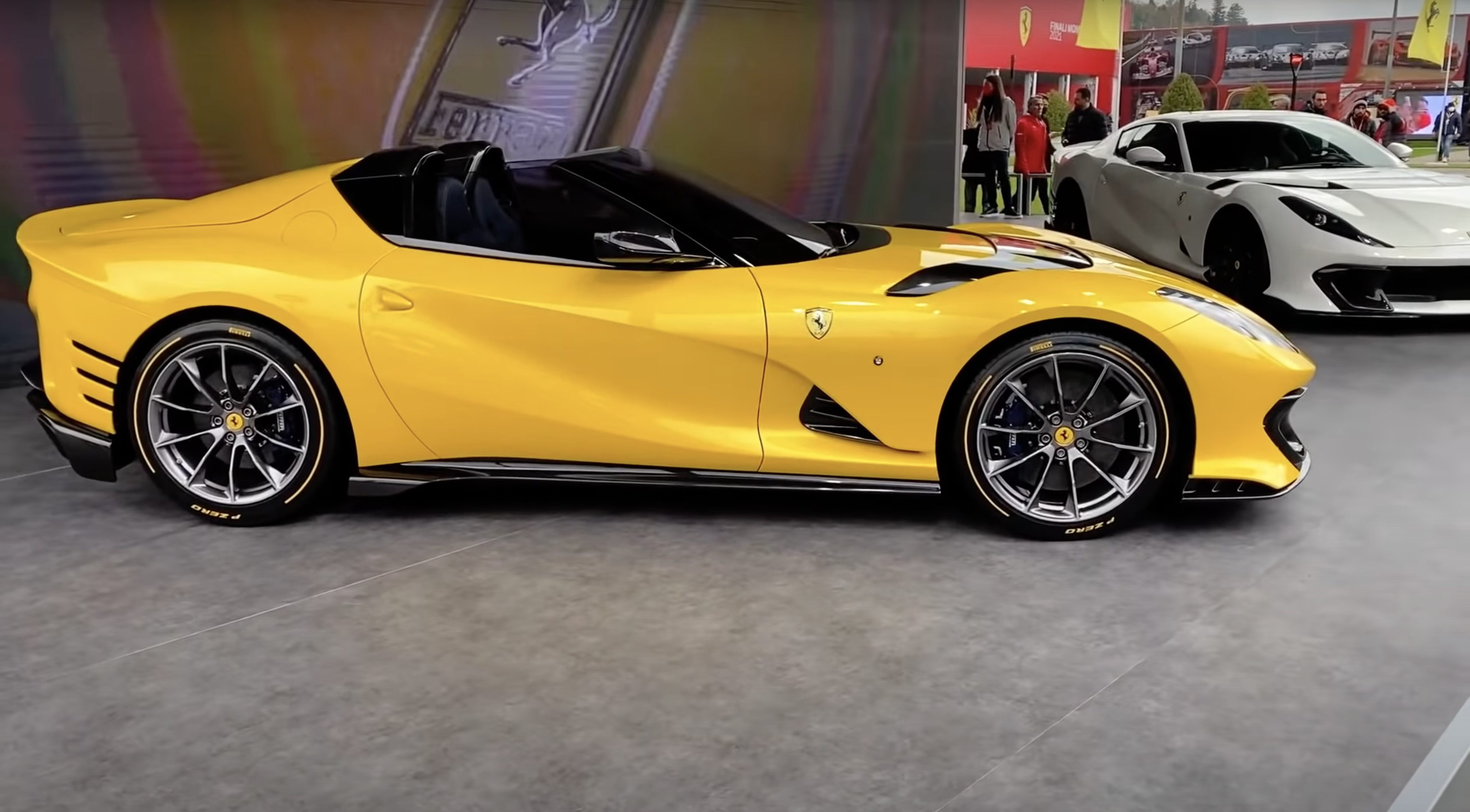
Competizione A
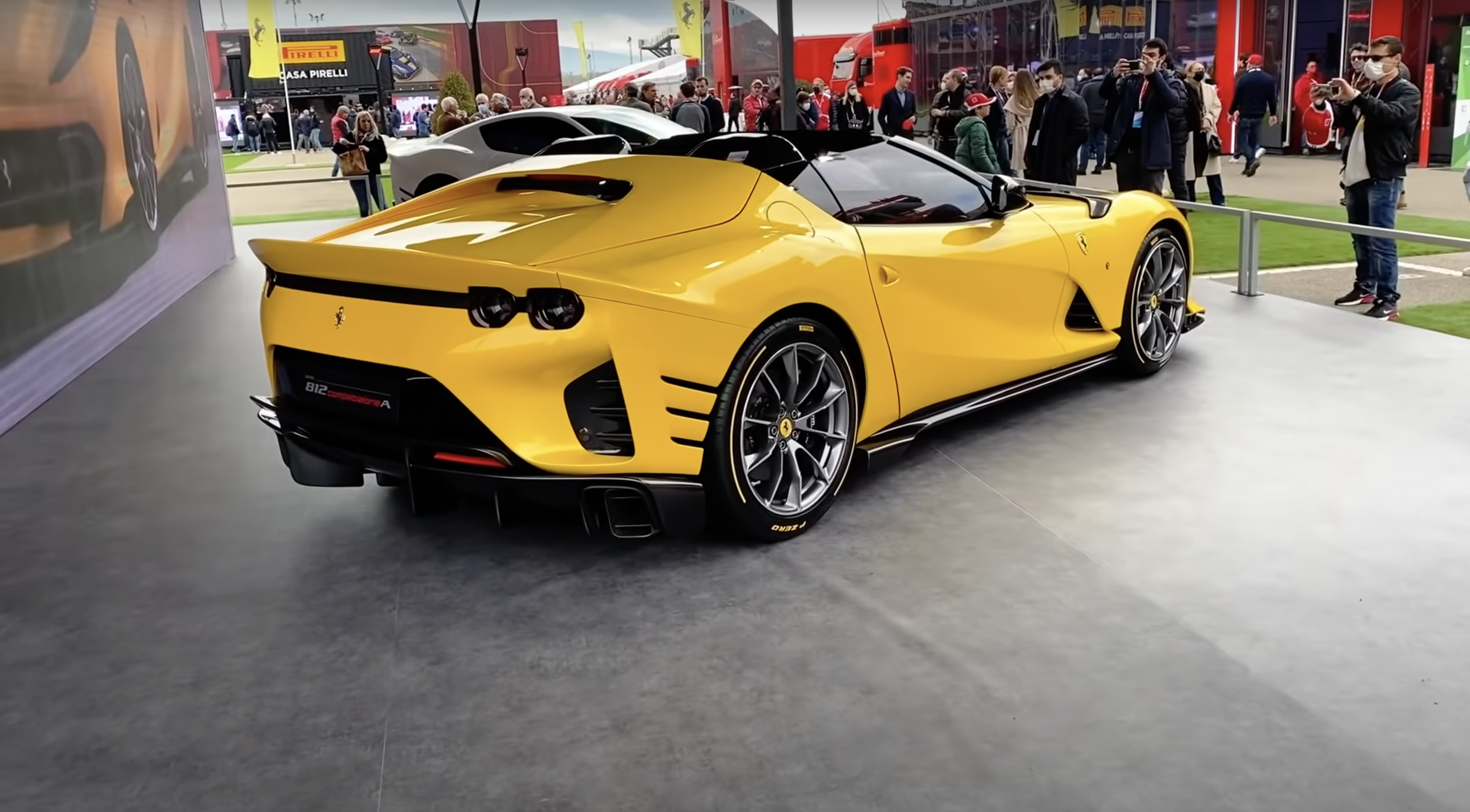
Вид сзади

## One-off

### Omologata
Ferrari Omologata был представлен 25 сентября 2020 года. Это «уникальная» модель, созданная для состоятельного европейского клиента. Omologata — десятый проект специального «одноразового» подразделения с передним расположением двигателя V12, начиная с Ferrari P 540 Superfast Aperta 2009 года выпуска.

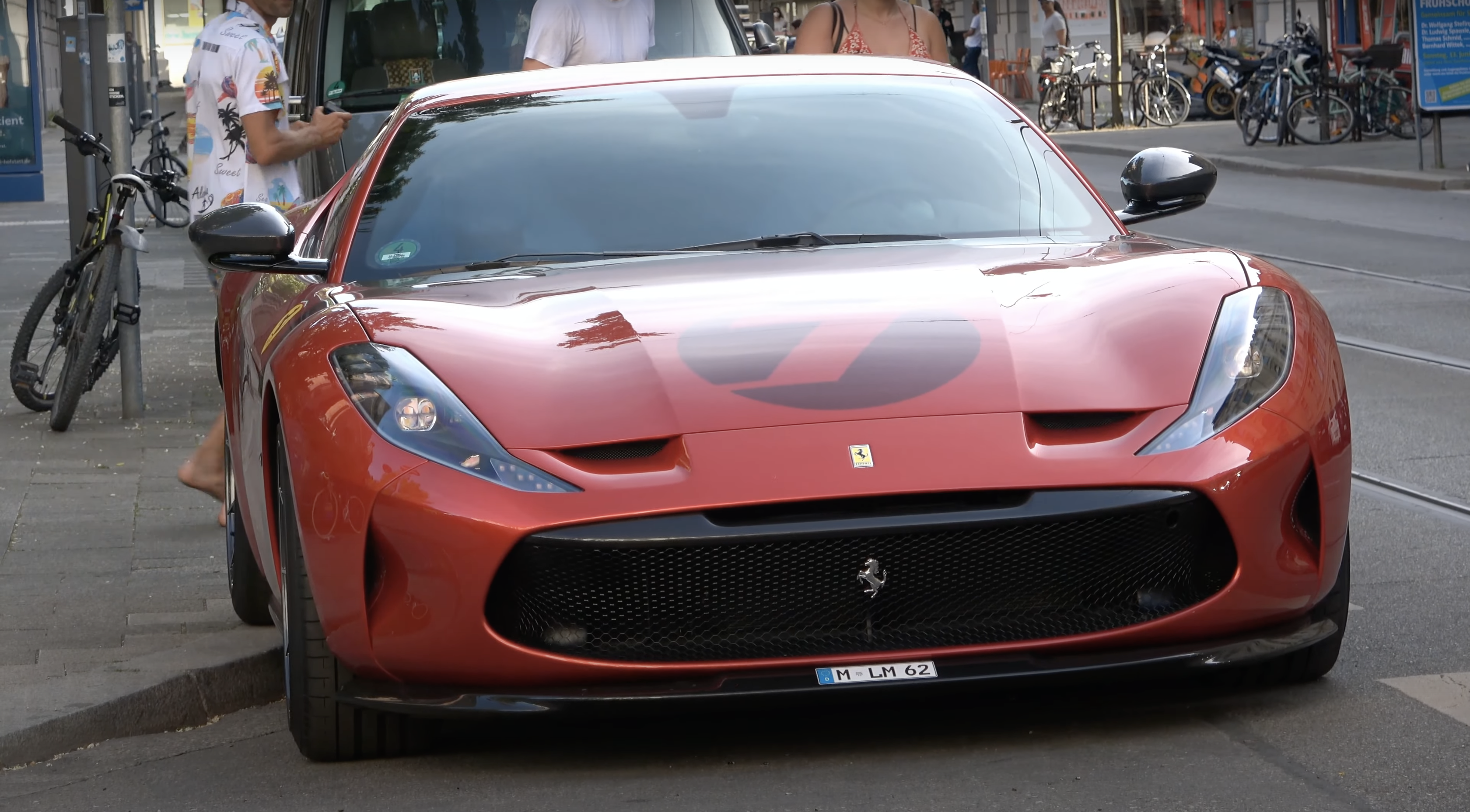
Вид спереди
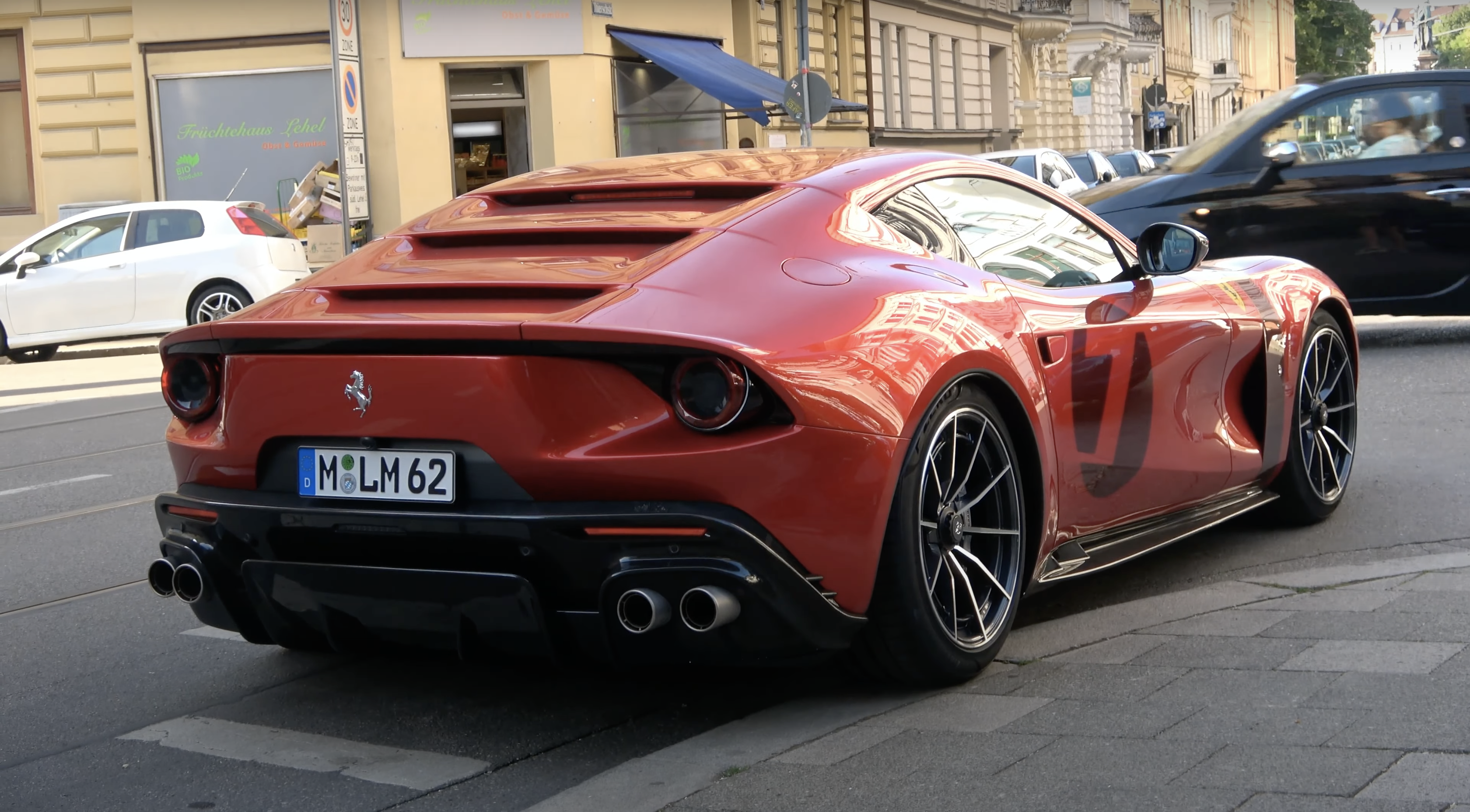
Вид сзади
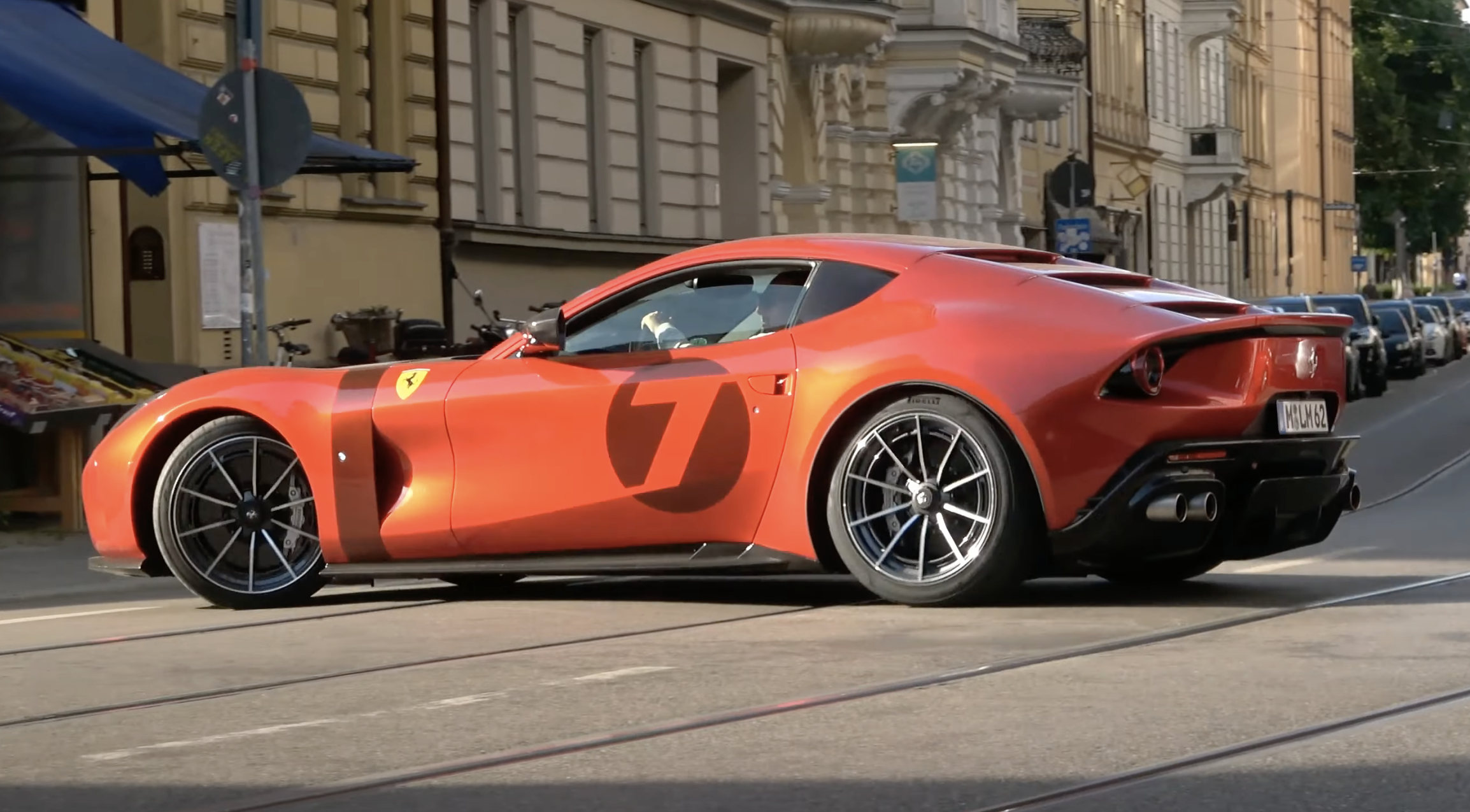
Вид сбоку

### SP51
Ferrari SP51 — «уникальная» модель на базе Ferrari 812 GTS, разработанная по специальному заказу клиента из Тайваня. Автомобиль представляет собой уникальный родстер V12 с полным отсутствием крыши. Передняя часть автомобиля получила новый дизайн и уникальные фары, которые стали короче и расположены под меньшим углом, чем у 812 GTS. Кузов окрашен в трёхслойную краску Rosso Passionale, разработанную специально для этого автомобиля, а также в сине-белую цветовую гамму.

## Ferrari Monza SP (2019—2023)
Monza SP был представлен в сентябре 2018 года. Индексы — SP1 и SP2. Автомобили основаны на модели 812 Superfast и используют её шасси, двигатель, трансмиссию и компоненты интерьера, но двигатель был настроен таким образом, чтобы обеспечить максимальную мощность в 596 кВт (810 л. с.). До 100 км/ч автомобиль разгоняется за 2,9 секунды, а до 200 км/ч — за 7,9 секунды. Максимальная скорость составляет 299 км/ч. 
Monza SP построен из углеродного волокна и оснащён колёсными дисками, изготовленными на заказ, различными цветами интерьера, маленькими заднепетельными дверями и светодиодной лентой, служащей в качестве заднего фонаря автомобиля. Виртуальное лобовое стекло (присутствует только перед водителем и ранее использовалось в Mercedes SLR McLaren Stirling Moss) перекрывает поток воздуха над водителем, обеспечивая максимальный комфорт при вождении. Благодаря использованию лёгких материалов Monza SP2 весит 1500 кг (3 306,9 фунтов), в то время как SP1 весит ещё на 20 кг (44,1 фунта) меньше из-за отсутствия пассажирского сиденья.

К 2023 году было выпущено 499 единиц.

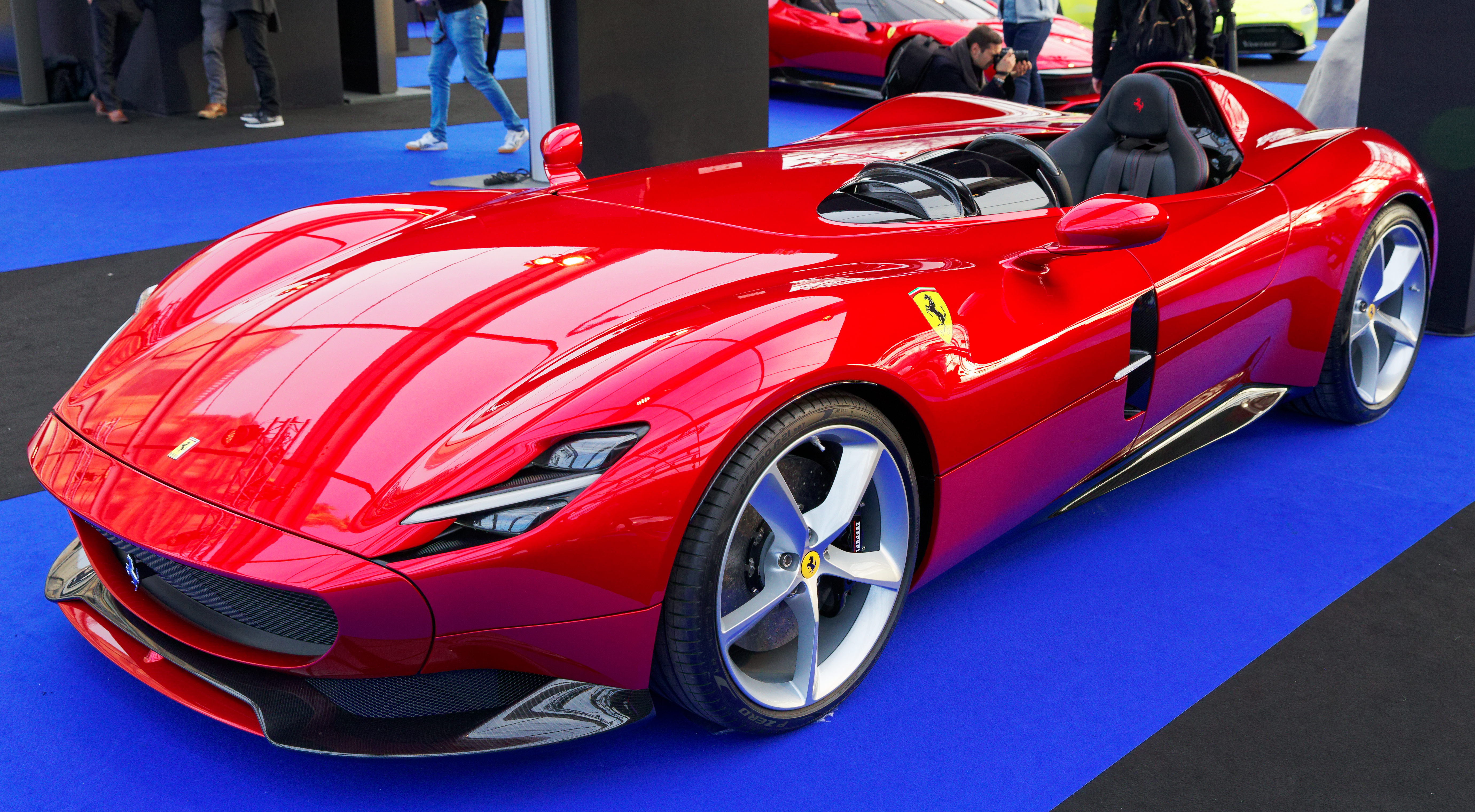
Ferrari Monza SP1
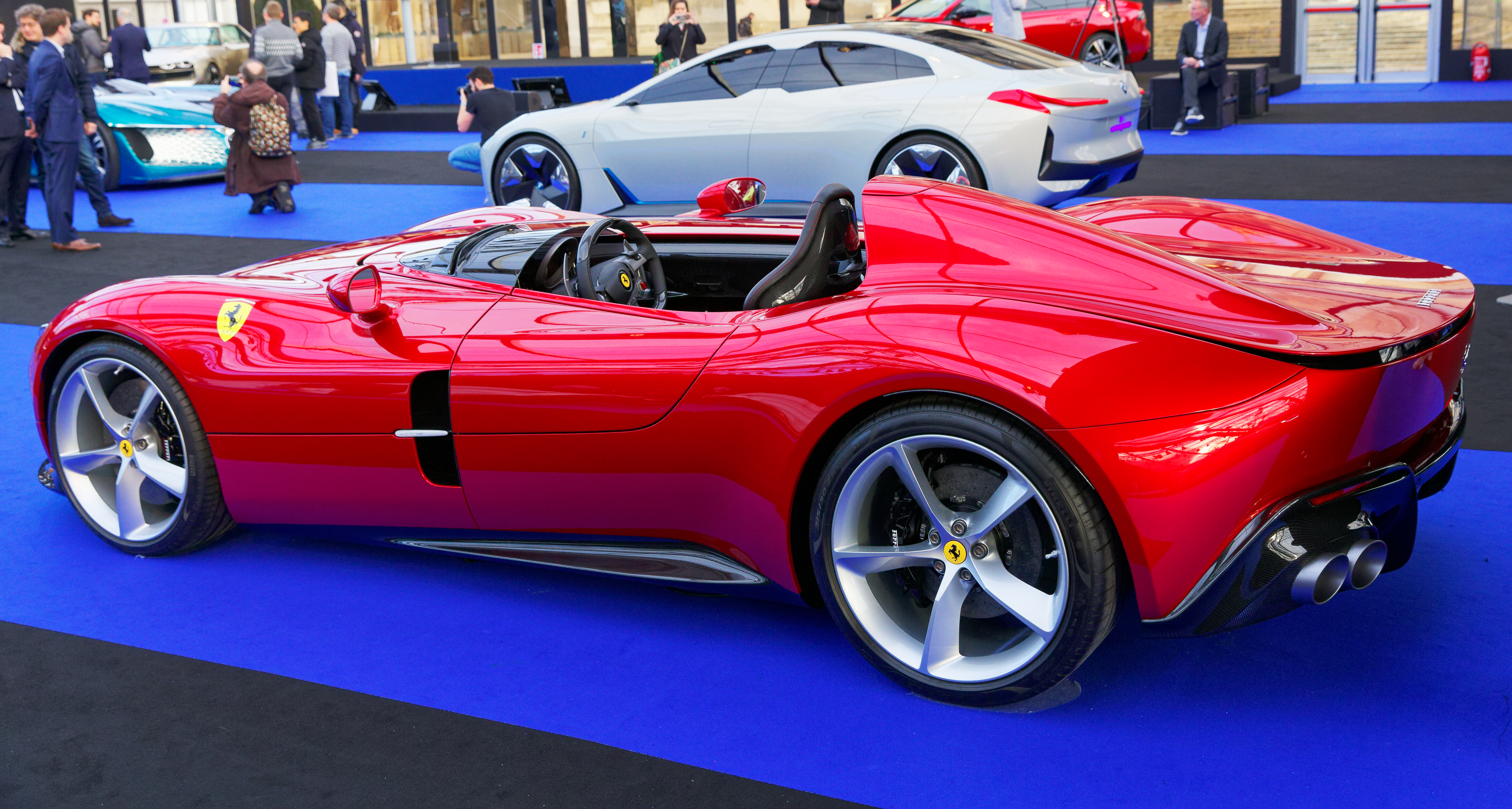
Вид сзади
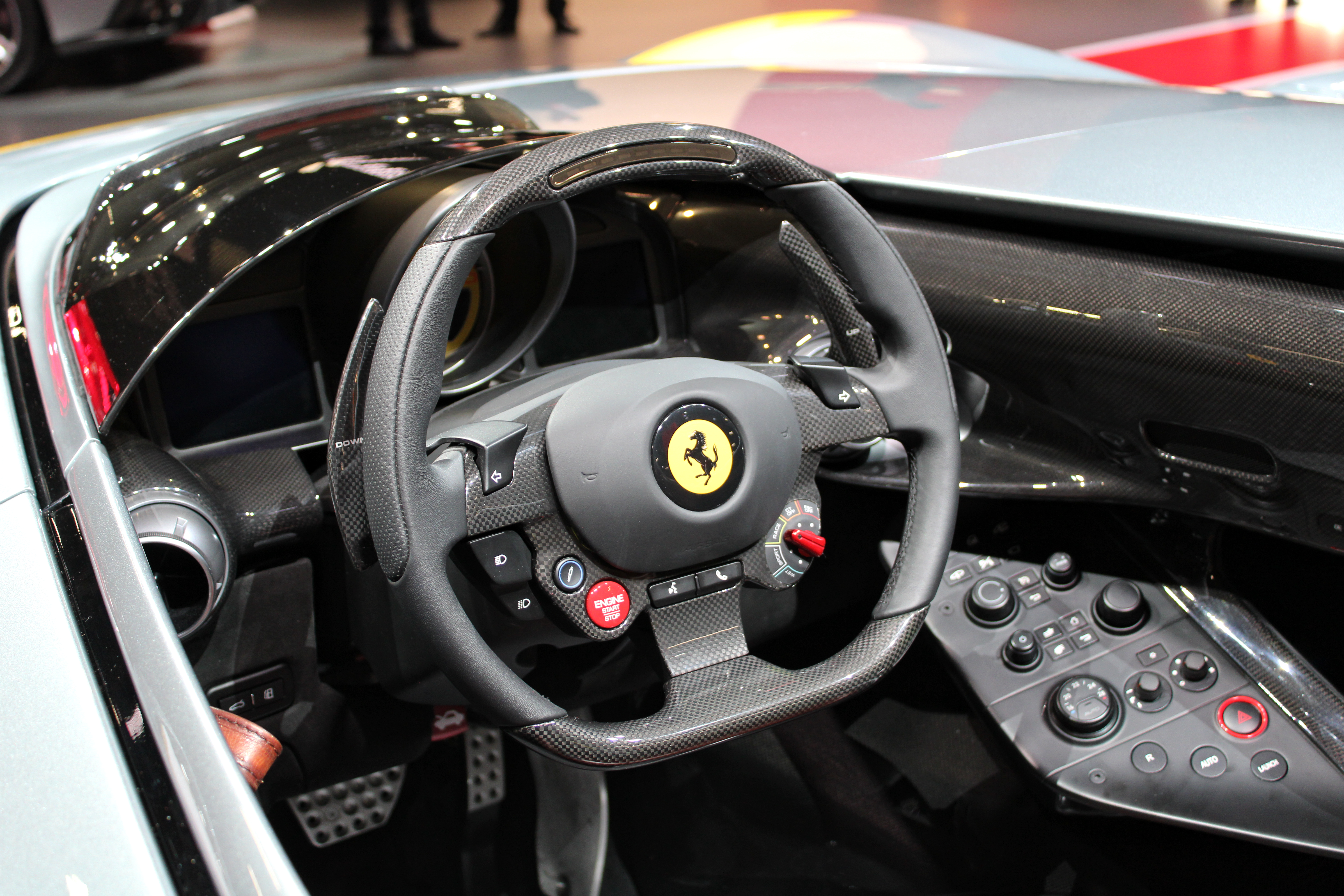
Интерьер (SP1)
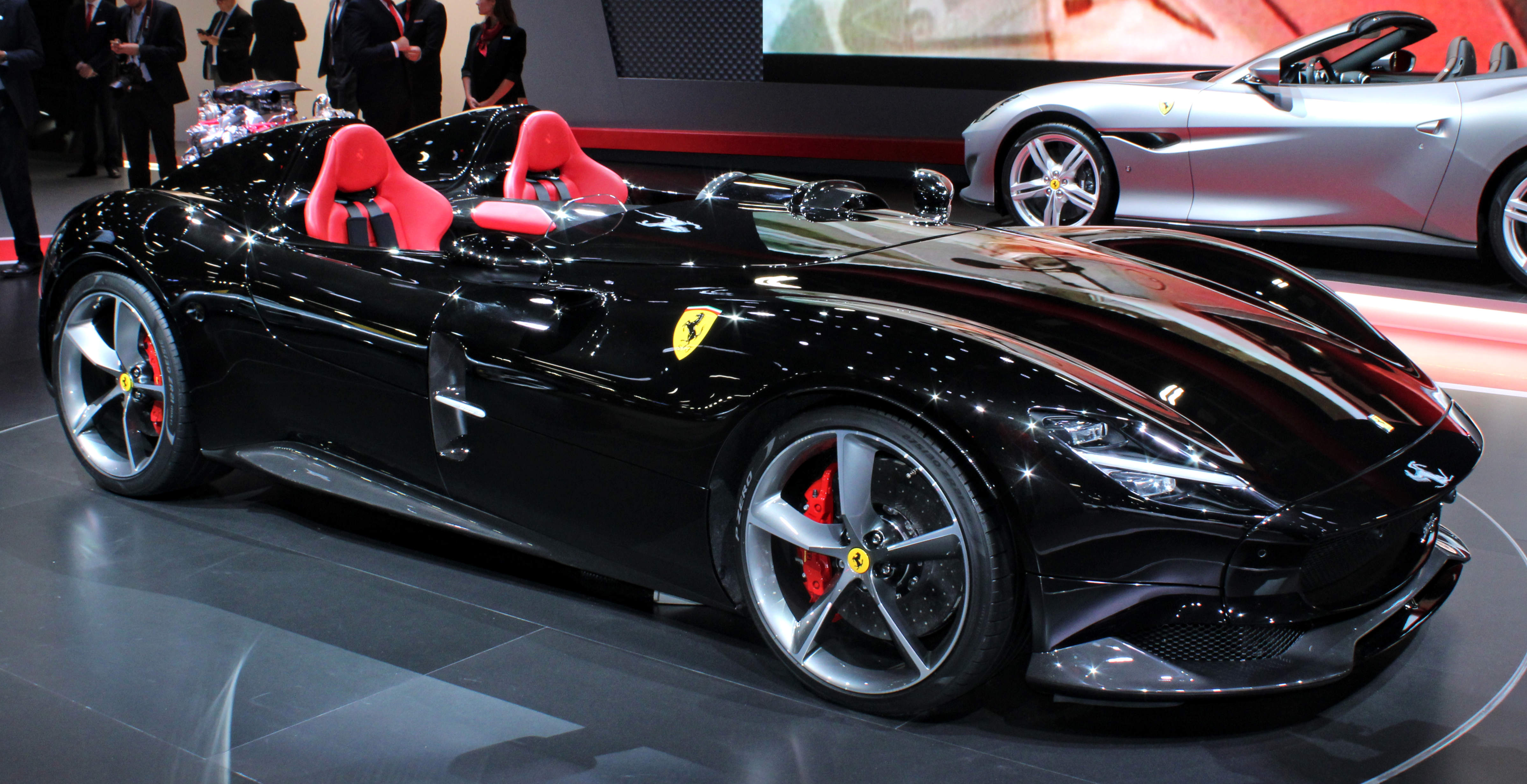
Ferrari Monza SP2
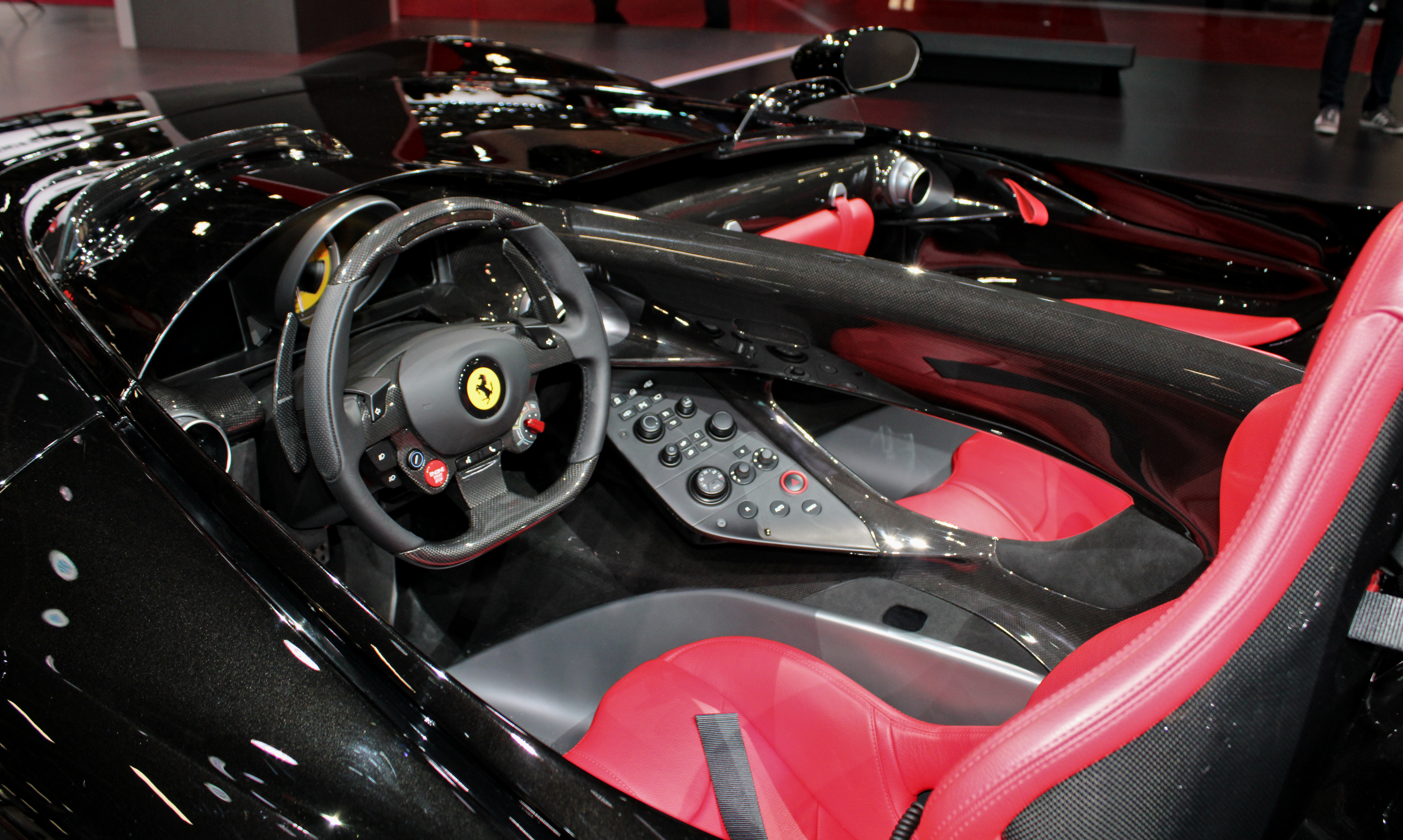
Интерьер (SP2)